# Estrella de Belén

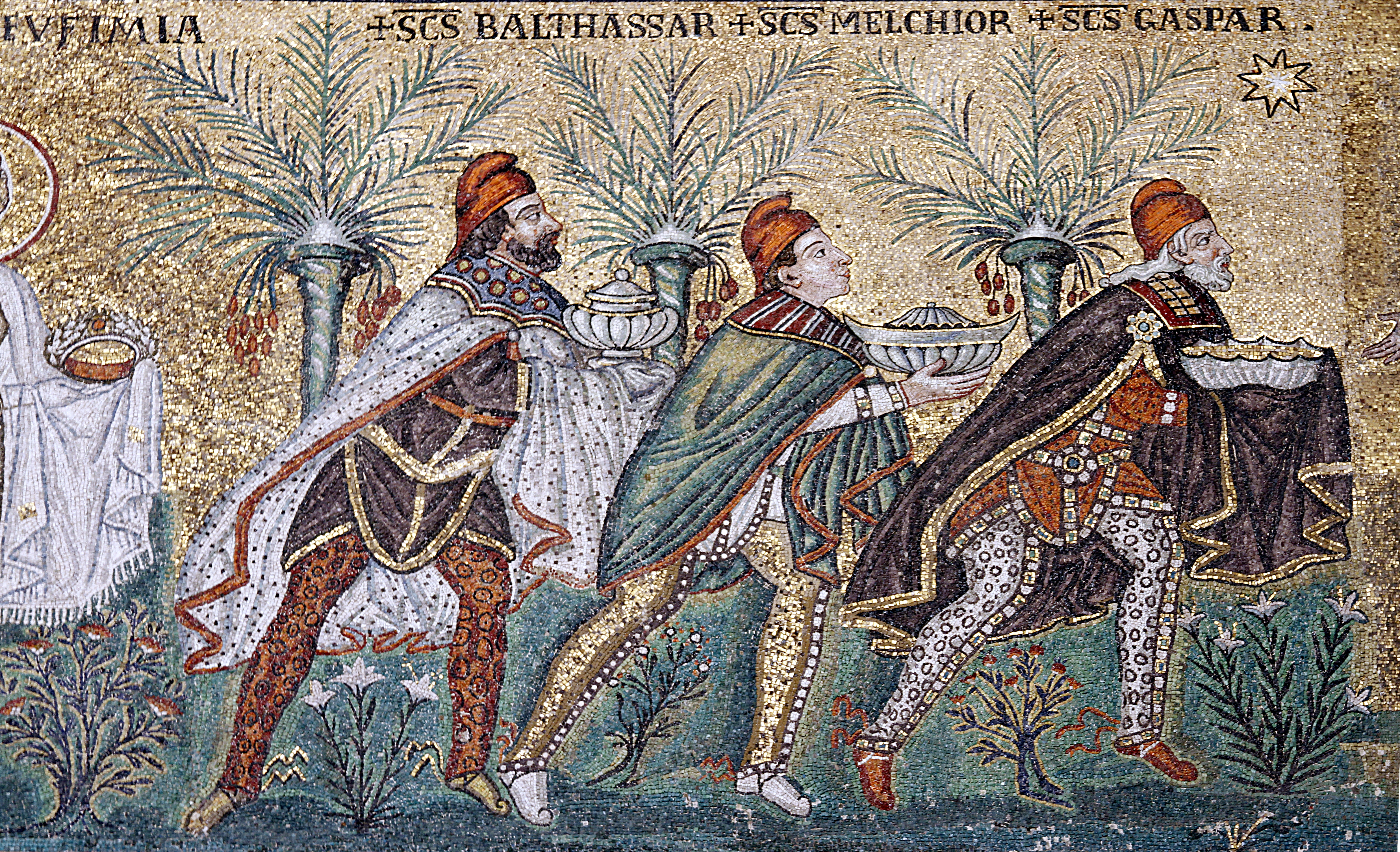
Mosaico de la iglesia de san Apolonio en Rávena que muestra a los tres Magos siguiendo la estrella de Belén.

La estrella de Belén fue, según la tradición cristiana, el astro que guio a los Reyes Magos al lugar del nacimiento de Jesucristo. El Evangelio de Mateo refiere que unos magos vieron aparecer por el este la estrella de Belén, si bien el texto nunca aclara si se trataba de un planeta, una estrella, o cualquier otro fenómeno astronómico. De haber sido astrónomos griegos o romanos, podrían haber asociado esta señal con la estrella polar, el planeta rey, o bien Régulo, la estrella rey. Y si venían de Babilonia, lo podrían haber interpretado como el planeta Saturno (Kaiwanu). En todo caso, bien podría haberse tratado de la estrella Sirio, a la que apuntan los astros del cinturón de la constelación de Orión. Sea como sea, el texto continúa narrando que los magos interpretaron que había nacido "el Rey de los Judíos", y que viajaron siguiéndola hasta que esta se posó sobre el lugar preciso donde Jesús acababa de nacer.
La estrella de Belén, aparece en la natividad del Evangelio de Mateo, cap 2, donde los "sabios de Oriente" (Reyes Magos) son inspirados por la estrella para viajar a Jerusalén. Allí, se encuentran con el rey Herodes de Judea, y le preguntan:

¿Dónde está el que ha nacido Rey de los judíos? Porque hemos visto su estrella en Oriente y hemos venido a adorarle.

Herodes convoca a sus escribas y sacerdotes quienes, citando un versículo del Libro de Miqueas, lo interpretan como una profecía de que el Mesías judío nacería en Belén al sur de Jerusalén. Con la intención secreta de encontrar y matar al Mesías para preservar su propia realeza, Herodes invita a los sabios a regresar a su casa y darle noticias del lugar de nacimiento para ir él mismo a adorarle.
La estrella los conduce al lugar de nacimiento de Jesús en Belén, donde lo adoran y le hacen regalos. A continuación, los magos reciben una advertencia divina de no volver a Herodes, por lo que regresan a casa por una ruta diferente.
Muchos cristianos creen que la estrella fue una señal milagrosa. Algunos teólogos afirmaron que la estrella cumplía una profecía, conocida como la Profecía de la estrella. Los astrónomos han hecho varios intentos de relacionar la estrella con acontecimientos celestes inusuales, como una conjunción de Júpiter y Saturno o Júpiter y Venus, un cometa, o una supernova. Algunos estudiosos modernos no consideran que el relato describa un hecho histórico, sino más bien una ficción piadosa añadida posteriormente al relato principal del Evangelio.
El tema es uno de los favoritos en los espectáculos de planetario durante la Navidad. Sin embargo, la mayoría de las fuentes antiguas y la tradición de la Iglesia suelen indicar que los Reyes Magos visitaron Belén algún tiempo después del nacimiento de Jesús. La visita se celebra tradicionalmente en Epifanía (6 de enero) en el cristianismo occidental.
El relato del Evangelio de Mateo describe a Jesús con la palabra más amplia Griego ninguno: παιδίον, romanizado: paidíon, que puede significar tanto "infante" como "niño", en lugar de la palabra más específica para infante, ninguno: βρέφος, romanizado: bréphos. Esto posiblemente implica que ha pasado algún tiempo desde el nacimiento. Sin embargo, la palabra παιδίον, paidíon también se utiliza en el Evangelio de Lucas específicamente en relación con el nacimiento de Jesús y su posterior presentación en el templo. Herodes I manda matar a todos los bebés hebreos varones de la zona de hasta dos años de edad en la Matanza de los Inocentes.

## Narrativa de Mateo
.

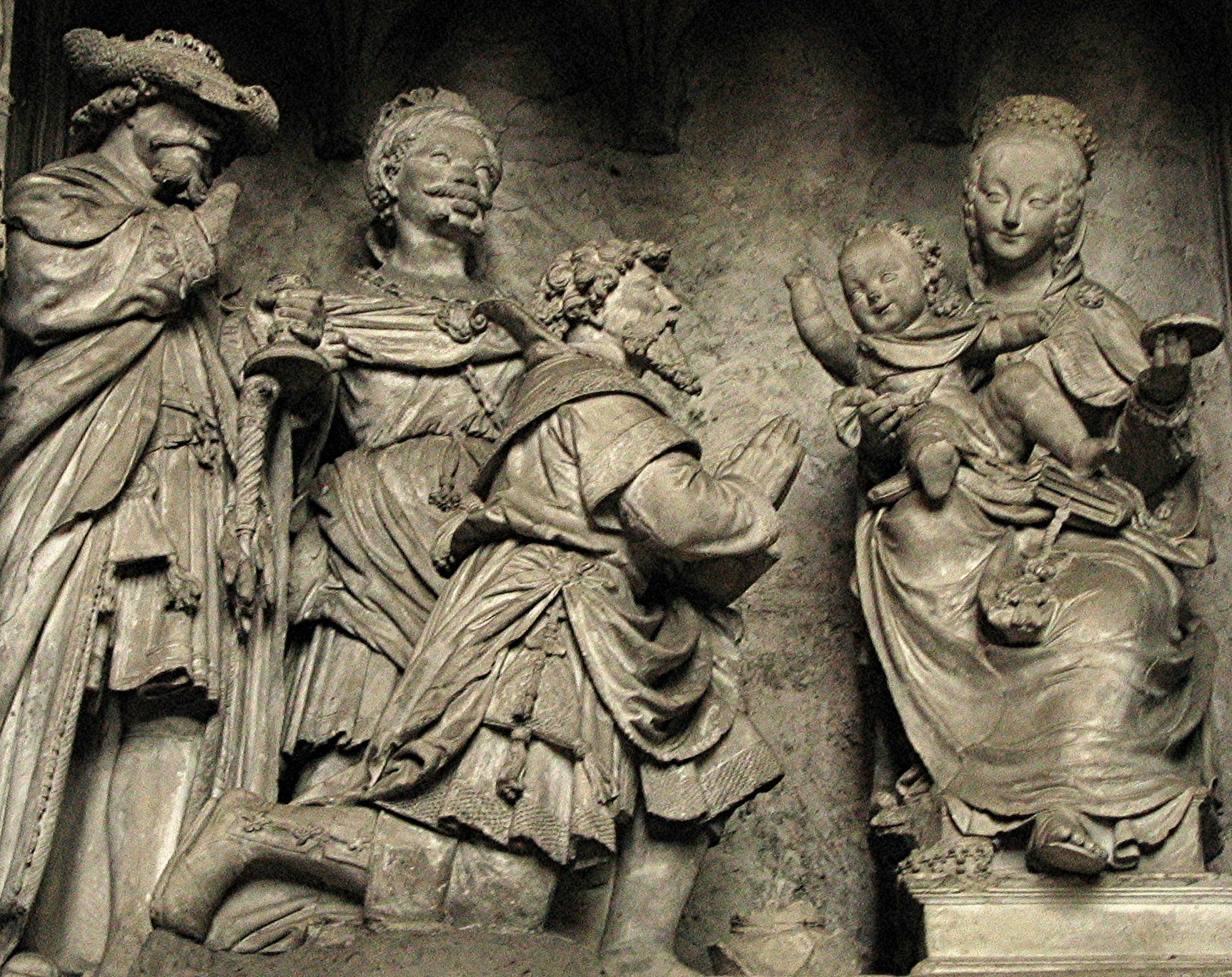
Adoración de los Reyes Magos, Catedral de Chartres, por Jehan de Beauce, Francia,

El Evangelio de Mateo cuenta cómo los Reyes Magos, a menudo traducidos como "hombres sabios", pero más exactamente astrólogos, llegan a la corte de Herodes en Jerusalén y le hablan al rey de una estrella que significa el nacimiento del Rey de los judíos:

}Cuando Jesús nació en Belén de Judea en días del rey Herodes, he aquí unos magos de Oriente que vinieron a Jerusalén, diciendo: 2"¿Dónde está el que ha nacido rey de los judíos? Porque hemos visto su estrella en el Oriente, y hemos venido a adorarle". 3Al oír esto el rey Herodes, se turbó, y toda Jerusalén con él; 4y reuniendo a todos los príncipes de los sacerdotes y a los escribas del pueblo, les preguntó dónde había de nacer el Cristo. 5Le dijeron: "En Belén de Judea; porque así está escrito por el profeta:

6'Y tú, oh Belén, en la tierra de Judá,

no eres la menor entre los gobernantes de Judá;

porque de ti saldrá un gobernante

que gobernará a mi pueblo Israel.'"
7Entonces Herodes convocó en secreto a los magos y averiguó por ellos a qué hora apareció la estrella; 8y los envió a Belén, diciendo: "Id y buscad diligentemente al niño, y cuando lo hayáis encontrado, traedme la noticia, para que yo también vaya y lo adore." 9Cuando hubieron oído al rey, se pusieron en camino; y he aquí que la estrella que habían visto en Oriente iba delante de ellos, hasta posarse sobre el lugar donde estaba el niño. 10Cuando vieron la estrella, se alegraron sobremanera con gran gozo; 11y al entrar en la casa vieron al niño con María, su madre, y postrándose lo adoraron. Entonces, abriendo sus tesoros, le ofrecieron presentes: oro, incienso y mirra. 11Mateo 2:1-11, Revised Standard Version

Herodes está "turbado", no por la aparición de la estrella, sino porque los Magos le han dicho que ha nacido un "rey de los judíos", lo que entiende que se refiere al Mesías, un líder del pueblo judío cuya venida se creía predicha en las Escrituras. Pregunta a sus consejeros dónde nacería el Mesías. Ellos responden Belén, lugar de nacimiento del rey David, y citan al profeta Micah. El rey transmite esta información a los Reyes Magos..
En un sueño, se les advierte que no regresen a Jerusalén, por lo que parten hacia su propio país por otra ruta. Cuando Herodes se da cuenta de que ha sido engañado, ordena la ejecución de todos los niños varones de Belén "de dos años o menos", basándose en la edad que podría tener el niño con respecto a la información que le habían dado los magos sobre la hora en que apareció la estrella por primera vez.
José, advertido en un sueño, lleva a su familia a Egipto por su seguridad. El evangelio vincula la huida a un versículo de las escrituras, que interpreta como una profecía: "De Egipto llamé a mi hijo." Esta era una referencia a la salida de los hebreos de Egipto bajo Moisés, por lo que la cita sugiere que Mateo vio la vida de Jesús como una recapitulación de la historia del pueblo judío, con Judea representando a Egipto y Herodes sustituyendo al faraón.
Después de la muerte de Herodes, José y su familia regresan de Egipto, y se establecen en Nazaret en Galilea. Esto también se dice que es un cumplimiento de una profecía "Él será llamado un Nazorean," (NRSV) que podría atribuirse a Jueces 13:5 en relación con el nacimiento de Sansón y el voto Nazireato. La palabra Nazaret está relacionada con la palabra hebrea netzer que significa "retoño", y que algunos comentaristas bíblicos piensan que se refiere a Isaías 11:1: "Saldrá una Vara del tronco de Isaí, Y un Vástago brotará de sus raíces."

## Explicaciones

### Cumplimiento de la profecía
Los antiguos creían que los fenómenos astronómicos estaban relacionados con acontecimientos terrestres. Los milagros se asociaban habitualmente con el nacimiento de personajes importantes, como los patriarcas hebreos, así como héroes griegos y romanos.
La Estrella de Belén se relaciona tradicionalmente con la Profecía de la Estrella del Libro de los Números:

- Lo veo, pero no ahora;
- Lo veo, pero no cerca;
- Una Estrella saldrá de Jacob;
- Un Cetro se levantará de Israel,
- Y abatirá la frente de Moab
- Y destruirá a todos los hijos del tumulto.

Aunque posiblemente pretendía referirse a un tiempo ya pasado, puesto que el reino de Moab había dejado de existir hacía tiempo cuando se escribieron los Evangelios, este pasaje se había generalizado como una referencia a la venida de un Mesías. Fue, por ejemplo, citado por Josefo, quien creía que se refería al emperador Vespasiano. Orígenes, uno de los primeros teólogos cristianos más influyentes, relacionó esta profecía con la Estrella de Belén:

Si, pues, al comienzo de nuevas dinastías, o con ocasión de otros acontecimientos importantes, surge un cometa así llamado, o cualquier cuerpo celeste similar, ¿por qué habría de extrañarnos que en el nacimiento de Aquel que iba a introducir una nueva doctrina en la raza humana, y a dar a conocer su enseñanza no sólo a los judíos, sino también a los griegos, y a muchas de las naciones bárbaras además, hubiera surgido una estrella? Ahora yo diría, que con respecto a los cometas no hay ninguna profecía en circulación en el sentido de que tal o cual cometa iba a surgir en conexión con un reino particular o un tiempo particular; pero con respecto a la aparición de una estrella en el nacimiento de Jesús hay una profecía de Balaam registrada por Moisés en este sentido: 'Se levantará una estrella de Jacob, y un hombre se levantará de Israel.' 

Orígenes sugirió que los Magos pudieron haber decidido viajar a Jerusalén cuando "conjeturaron que el hombre cuya aparición había sido predicha junto con la de la estrella, había venido realmente al mundo".
A los Reyes Magos se les llama a veces "reyes" por la creencia de que cumplen profecías de Isaías y Salmos relativas a un viaje a Jerusalén de reyes gentiles. Isaías menciona regalos de oro e incienso. En la Septuaginta, la traducción griega del Antiguo Testamento probablemente utilizada por Mateo, estos regalos se dan como oro e incienso, similar al "oro, incienso y mirra" de Mateo. El regalo de mirra simboliza la mortalidad, según Orígenes.
Mientras Orígenes defendía una explicación naturalista, Juan Crisóstomo consideraba que la estrella era puramente milagrosa: "¿Cómo, pues, dime, señaló la estrella un lugar tan reducido, apenas el espacio de un pesebre y un cobertizo, a no ser que dejase aquella altura y descendiese, y se detuviese sobre la cabeza misma del niño? Y a esto se refería el evangelista cuando dijo: "He aquí que la estrella iba delante de ellos, hasta que llegó y se detuvo sobre donde estaba el niño."

### Objeto astronómico
Aunque la palabra magos (griego μαγοι) suele traducirse como "hombres sabios", en este contexto probablemente signifique 'astrónomo'/'astrólogo'. La implicación de los astrólogos en la historia del nacimiento de Jesús fue problemática para la Iglesia primitiva, porque condenaron la astrología como demoníaca[cita requerida]; una explicación muy citada fue la de Tertuliano, quien sugirió que la astrología se permitió "sólo hasta el tiempo del Evangelio".

### Conjunción planetaria
En 1614, el astrónomo alemán Johannes Kepler determinó que se produjo una serie de tres conjunciones de los planetas Júpiter y Saturno en el año 7 a. C. Sostuvo (incorrectamente) que una conjunción planetaria podía crear una nova, que relacionó con la Estrella de Belén. Los cálculos modernos muestran que había un espacio de casi un grado (aproximadamente dos veces el diámetro de la Luna) entre los planetas, por lo que estas conjunciones no eran visualmente impresionantes. Se ha encontrado un antiguo almanaque en Babilonia que cubre los acontecimientos de este período, pero no indica que las conjunciones fueran de especial interés. En el siglo XX, el profesor Karlis Kaufmanis, astrónomo, argumentó que se trataba de un acontecimiento astronómico en el que Júpiter y Saturno se encontraban en una triple conjunción en la constelación Piscis. Arqueólogo y Asiriólogo Simo Parpola también ha sugerido esta explicación.
En 3-2 a. C., se produjo una serie de siete conjunciones, incluyendo tres entre Júpiter y Regulus y una conjunción sorprendentemente cercana entre Júpiter y Venus cerca de Regulus el 17 de junio de 2 a. C.. "La fusión de dos planetas habría sido un acontecimiento raro y asombroso", según Roger Sinnott. Otra conjunción Venus-Júpiter se produjo antes, en agosto del año 3 a. C. Aunque estos acontecimientos ocurrieron después de la fecha generalmente aceptada del 4 a. C. para la muerte de Herodes, ocurrieron durante el reinado de César Augusto, a quien se refiere en el Evangelio de Lucas), y los primeros historiadores cristianos Eusebio y Clemente de Alejandría calcularon el nacimiento de Jesús en el 3-2 a. C. Puesto que la conjunción se habría visto en el oeste al atardecer no podría haber conducido a los magos al sur de Jerusalén a Belén.

#### Ocultación doble el sábado (sabbat) 17 de abril del año 6 a.C.
El astrónomo Michael R. Molnar sostiene que la "estrella en el este" se refiere a un evento astronómico con significado astrológico en el contexto de la antigua astrología griega. Sugiere un vínculo entre la Estrella de Belén y una doble ocultación de Júpiter por la Luna el 20 de marzo y el 17 de abril del año 6 a. C. en Aries, particularmente la segunda ocultación del 17 de abril. Ocultacións de planetas por la Luna son bastante comunes, pero Julio Fírmico Materno, astrólogo del emperador romano Constantino, escribió que una ocultación de Júpiter en Aries era señal del nacimiento de un rey divino. Sostiene que Aries, y no Piscis, era el símbolo zodiacal de Judea, un hecho que afectaría a las interpretaciones anteriores del material astrológico. La teoría de Molnar fue debatida por científicos, teólogos e historiadores durante un coloquio sobre la Estrella de Belén en la Universidad de Groningen de Holanda en octubre de 2014. El astrónomo de Harvard Owen Gingerich apoya la explicación de Molnar, pero señaló cuestiones técnicas. "La historia del Evangelio es una en la que el rey Herodes fue tomado por sorpresa", dijo Gingerich. "Así que no fue que de repente hubiera una nueva estrella brillante sentada allí que cualquiera podría haber visto [sino] algo más sutil." El astrónomo David A. Weintraub dice: "Si los reyes magos de Mateo realmente emprendieron un viaje en busca de un rey recién nacido, la estrella brillante no los guio; solo les dijo cuándo partir."
Se ha dado la explicación de que los hechos ocurrieron bastante cerca del Sol y no habrían sido visibles a simple vista.

### Conjunción de Júpiter y Saturno

La estrella de Belén dirigiéndose hacia el sur (12 de noviembre del año 7 a. C.).

La primera explicación natural de este fenómeno fue dada por el astrónomo alemán Johannes Kepler en 1614. Kepler determinó que una serie de tres conjunciones de los planetas Júpiter y Saturno (un hecho muy poco frecuente) ocurrieron en el año 7 a. C. y relacionó este hecho con la estrella de Belén, pero cálculos modernos han demostrado que en esa ocasión los dos planetas no se acercaron lo suficiente como para impresionar a los observadores. De hecho, un antiguo almanaque inscrito en una tabla de arcilla hallada en Babilonia sugiere que los astrólogos de la época no le dieron demasiada importancia a ese evento.

### Júpiter en el este de Aries
Más recientemente, el astrónomo Michael R. Molnar ha identificado a una doble ocultación de Júpiter tras la luna en el 6 a. C. en Aries como la estrella de Belén.
Las investigaciones de Michel Molnar se basan en la forma como se conmemoraba el nacimiento de los reyes en la antigua Roma. Unas monedas romanas celebran este acontecimiento con la aparición de Júpiter (una estrella para los sabios de la época) sobre la constelación del nuevo rey.

(2:1) Cuando nació Jesús, en Belén de Judea, bajo el reinado de Herodes, unos magos de Oriente se presentaron en Jerusalén (2:2) y preguntaron: "¿Dónde está el rey de los judíos que acaba de nacer? Porque vimos su estrella en el este y hemos venido a adorarlo".
Evangelio según San Mateo.

Estas monedas ubican una estrella y la imagen de un cordero. En la Antigüedad el cordero era atribuido como símbolo del judaísmo y reunido al conocimiento de los astrólogos sobre el nacimiento de los reyes con la estrella llamada Júpiter en conjunción con la Luna (oculta) que se encontraban en el este de Aries ("...vimos su estrella en el este").
Así que con estos elementos buscar a Júpiter (la estrella de los reyes) en Aries (judíos) ocurrió el 17 de abril del 6 a. C. Además en Aries se encontraban el Sol, Saturno y la Luna.

(2:4) Entonces (Herodes, rey de Judea) reunió a todos los sumos sacerdotes y a los escribas del pueblo, para preguntarles en qué lugar debía nacer el Mesías.
(2:5) "En Belén de Judea, le respondieron, porque así está escrito por el Profeta"...
(2:9) Después de oír al rey, ellos partieron. La estrella que habían visto en el este iba delante ellos, hasta que se detuvo en el lugar donde estaba el niño.
Evangelio según San Mateo.

Con estas observaciones, los magos viajaron a Judea y estuvieron preguntando sobre el nacimiento de un rey. Herodes (el rey de Judea) avisado de los magos forasteros los manda a llamar y se entrevista con ellos en diciembre del 6 a. C., pidiéndoles que le avisen cuando encuentren al nuevo Rey de Judea. Los sabios parten en busca del Rey siguiendo a la estrella.

(2:11) Y al entrar en la casa, encontraron al niño con María, su madre, y postrándose, le adoraron. Luego, abriendo sus cofres, le ofrecieron dones: oro, incienso y mirra.
Evangelio según San Mateo.

El 23 de agosto, Júpiter empieza a retroceder en los cielos ("La estrella...iba delante ellos") y es nuevamente seguida por los magos después de la entrevista con Herodes, hasta el 19 de diciembre donde Júpiter se detiene en los cielos ("La estrella...se detuvo en el lugar donde estaba el niño") y los magos llegan a Belén, encontrándose a Jesús de 8 meses, le ofrecen oro, incienso y mirra.
Júpiter reiniciará su avance en los cielos a partir del 20 de diciembre.
Pero este suceso sucedió muy cerca del sol y habría sido difícil de ver, incluso con un telescopio pequeño (del cual no se disponía en esa época), salvo que los Reyes Magos hayan podido saber de esta ocultación por complejos cálculos, supuesto poco probable. Las ocultaciones de planetas tras la luna son más comunes, pero Molnar da motivos astrológicos para realizar la importancia de este hecho.
Por otro lado, Belén está geográficamente al sur de Jerusalén (a 10 km) y la mención de Mateo de que la estrella iba delante de los magos mientras viajaban a Belén permite deducir que la estrella se veía hacia el Sur, y por tanto a medianoche. Así mismo Mateo cuenta que la estrella se posó sobre el lugar, lo cual permite suponer que estaba cerca del horizonte y del punto cardinal Sur. Y ningún planeta llega a estar a medianoche cerca de horizonte.

### Régulus, Júpiter y Venus
Utilizando el Starry Night astronomy software, y un artículo escrito por el astrónomo Craig Chester basándose en el trabajo del arqueólogo e historiador Ernest L. Martin, Larson piensa que las nueve características de la Estrella de Belén se encuentran en acontecimientos que tuvieron lugar en los cielos del 3-2 a. C.> Destacados incluyen una triple conjunción de Júpiter, llamado el planeta rey, con la estrella fija Régulo, llamada el astro rey, a partir del 3 de septiembre a. C. Larson cree que ese puede ser el momento de la concepción de Jesús.
En junio del año 2 a. C., nueve meses después, el período de gestación humana, Júpiter había seguido moviéndose en su órbita alrededor del Sol y apareció en estrecha conjunción con Venus en junio del año 2 a. C. En hebreo Júpiter se llama Sedeq, que significa "justicia", un término que también se utiliza para el Mesías, y sugirió que debido a que el planeta Venus representa el amor y la fertilidad, por lo que Chester había sugerido que los astrólogos habrían visto la conjunción cercana de Júpiter y Venus como indicadora de un nuevo rey venidero de Israel, y Herodes los habría tomado en serio. El astrónomo Dave Reneke encontró de forma independiente la conjunción planetaria del 2 de junio a. C., y señaló que habría aparecido como un "brillante faro de luz". Según Chester, los discos de Júpiter y Venus habrían parecido tocarse y no ha habido una conjunción Venus-Júpiter tan cercana desde entonces..

### Una nova
Otras explicaciones incluyen una nova (algunas veces identificada como un cometa) que hubo en el 5 a. C. la cual fue registrada por los astrólogos chinos y coreanos. El obstáculo a dicha explicación es que no hay rastros o huellas de nova alguna en la constelación donde fue observada por los chinos y coreanos. Entre el 3 y el 2 a. C., hubo una serie de siete conjunciones, incluidas tres entre Júpiter y Régulo así como algunas conjunciones muy cercanas entre Júpiter y Mercurio el 18 de junio del 2 a. C. Urano fue visible diversas veces, pero probablemente no fue reconocido como planeta debido a su lento movimiento.

### Una supernova
Una hipótesis reciente (2005) avanzada por Frank Tipler es que la estrella de Belén fue una supernova o hipernova que se produjo en la cercana galaxia de Andrómeda. Aunque es difícil detectar un remanente de supernova en otra galaxia, u obtener una fecha exacta de cuándo ocurrió, se han detectado remanentes de supernova en Andrómeda.
Otra teoría es la más probable supernova del 23 de febrero de 1914 a. C., que ahora se conoce como PSR 1913+16 o púlsar de Hulse-Taylor. Se dice que apareció en la constelación de Aquila, cerca de la intersección de la coluro de invierno y el ecuador de la fecha. La nova fue "registrada en China, Corea y Palestina" (probablemente refiriéndose al relato bíblico).
En el año 4 a. C. se registró una nova o cometa en China. "En el reinado de Ai-ti, en el tercer año del período Chien-p'ing. En el tercer mes, día chi-yu, se produjo un ascenso 'po en Hoku" (Han Shu, Historia de la antigua dinastía Han). La fecha equivale al 24 de abril del año 4 a. C. Esto identifica la fecha en que se observó por primera vez en China. También se registró en Corea: "En el año cincuenta y cuatro de Hyokkose Wang, en primavera, segundo mes, día chi-yu, apareció un po-hsing en Hoku" (Samguk Sagi, El registro histórico de los Tres Reinos). El texto coreano puede haber sido corrompido porque Ho (1962) señala que "el día chi-yu, en coreano, no cayó en el segundo mes de ese año, sino en el primero" (23 de febrero) y en el tercero (24 de abril). En el original debía de leerse "día chi-yu, primer mes" (23 de febrero) o "día chi-yu, tercer mes" (24 de abril). Esta última coincidiría con la fecha de los registros chinos, aunque el profesor Ho sugiere que la fecha fue "probablemente el 23 de febrero del año 4 a. C." .

### Orto helíaco

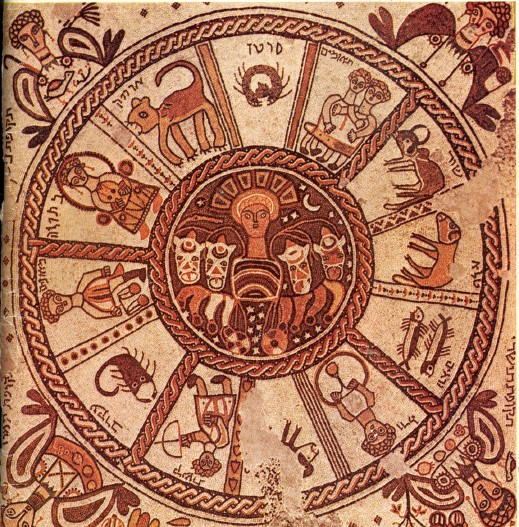
Un zodiaco de un mosaico del en una sinagoga de Beit Alfa, Israel

Los Magos dijeron a Herodes que habían visto la estrella "en el Oriente", o, según algunas traducciones, "en su salida", lo que puede implicar la aparición rutinaria de una constelación, o un asterismo. Una teoría interpreta la frase de Mateo 2:2, "en el este", como un término astrológico relativo a un "Orto helíaco". Esta traducción fue propuesta por Edersheim y Heinrich Voigt, entre otros. La opinión fue rechazada por el filólogo Franz Boll (1867-1924). Dos traductores modernos de textos astrológicos antiguos insisten en que el texto no utiliza los términos técnicos para referirse a la salida heliacal o acroniacal de una estrella. Sin embargo, uno de ellos admite que Mateo pudo haber utilizado términos profanos para referirse a una salida.

### Cometa
Otros escritores sugieren que la estrella era un cometa. El cometa Halley fue visible en el año 12 a. C. y otro objeto, posiblemente un cometa o nova, fue visto por observadores de estrellas chinos y coreanos alrededor del año 5 a. C. Este objeto se observó durante más de setenta días, posiblemente sin que se registrara ningún movimiento. Los escritores antiguos describían los cometas como "colgados sobre" ciudades específicas, al igual que se decía que la Estrella de Belén se había "parado sobre" el "lugar" donde estaba Jesús (la ciudad de Belén). Sin embargo, en general se piensa que esto es poco probable, ya que en la Antigüedad los cometas se veían generalmente como malos augurios. La explicación del cometa ha sido promovida recientemente por Colin Nicholl. Su teoría implica un cometa hipotético que podría haber aparecido en el año 6 a. C.

### Ficción piadosa
Los eruditos que ven los relatos evangélicos de la natividad como relatos apologéticos posteriores creados para establecer la condición mesiánica de Jesús consideran que la Estrella de Belén es una ficción piadosa. Entre los aspectos del relato de Mateo que han suscitado dudas sobre el acontecimiento histórico se incluyen: Mateo es el único de los cuatro evangelios que menciona la Estrella de Belén o a los Reyes Magos. Algunos eruditos sugieren que Jesús nació en Nazaret, y que los relatos de la natividad de Belén fueron añadidos posteriores a los evangelios con la intención de presentar su nacimiento como el cumplimiento de una profecía..
Según Bart D. Ehrman, el relato de Mateo entra en conflicto con el que ofrece el Evangelio de Lucas, en el que la familia de Jesús ya vive en Nazaret, viaja a Belén para el censo y regresa a casa casi inmediatamente.

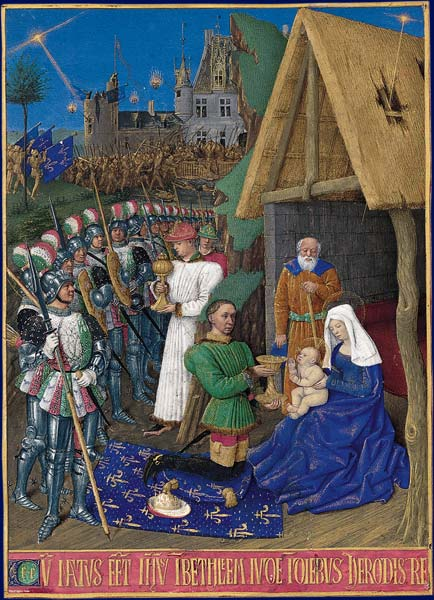
Adoración de los Magos, de Jean Fouquet. Arriba a la derecha puede verse la Estrella de Belén. Los soldados y el castillo del fondo pueden representar la Batalla de Castillon (1453)

.

## Todas las anteriores
Las últimas explicaciones, expuestas en la web del Instituto de Astrofísica de Canarias por Mark Kidger argumentan que lo más probable es que la suma de acontecimientos astronómicos (la triple alineación de los planetas en el 7 a. C., en la constelación de Piscis, más el probable cálculo del ocultamiento de Júpiter tras la Luna, cerca del Sol) hayan alertado a los Reyes Magos sobre la gestación de un acontecimiento importante en Judea, pasando a ser la Nova la señal definitiva del nacimiento de un gran rey según sus interpretaciones.
Otra posibilidad como estrella en sentido astronómico del término es Alfa Centauri, pues hace 20 siglos era visible desde la latitud en la que está Jerusalén. Esta ciudad está a 31 grados y 47 minutos de latitud norte (31° 47′ 00″ N), igual que las regiones en las que estaban Babilonia, Susa y Persia (con Persépolis) al oriente de Jerusalén, posibles lugares de procedencia de los magos (y desde los que habrían visto la estrella) y que entonces pertenecían al Imperio Parto (Partia). Alfa Centauri es la estrella más cercana al Sol y la cuarta más brillante del firmamento terrestre, y se ve junto a otra estrella llamada Hadar (Beta Centauri). A tales estrellas se les llama "los Punteros" al apuntar o señalar hacia la constelación de la Cruz del Sur, que también se veía a la derecha de ellas y que muestra forma de cruz romana, símbolo o signo (no astrológico sino religioso) asociado a Jesús. A la medianoche tales estrellas estaban justo hacia el Sur, muy cerca del horizonte, casi posadas en él, y Belén está justo al Sur respecto a Jerusalén, de modo que un viajero que va desde Jerusalén hacia Belén va hacia el Sur. También Mateo cuenta que "la estrella" iba "delante de" los magos, de modo que a la estrella de Jesús también se le podría llamar la estrella del Sur. Hace 20 siglos se las podía ver desde 32ºN trazando un corto arco (de su paralelo celeste) durante unas 5 horas en torno al punto Sur del horizonte, en torno a la medianoche de los días en torno al 21 de marzo. Actualmente tales estrellas y constelación no son visibles desde 32ºN debido al lento bamboleo del eje de la Tierra que hace que con los siglos, desde cualquier punto del planeta se pierda visión de ciertas regiones celestes tras un horizonte.

## Relación histórica entre la estrella y el nacimiento de Jesús
Si la historia de la Estrella de Belén describiera un hecho real, podría identificar el año en que nació Jesús. El Evangelio de Mateo describe el nacimiento de Jesús como teniendo lugar cuando Herodes era rey. Según Josefo, Herodes murió después de un eclipse y antes de una Fiesta de la Pascua. Algunos estudiosos sugirieron fechas en el 5 a. C., porque permite siete meses para los acontecimientos que Josefo documentó entre el eclipse lunar y la Pascua, en lugar de los 29 días permitidos por el eclipse lunar en el 4 a. C. Otros sugieren que fue un eclipse en el año 1 a. C. La narración implica que Jesús nació en algún momento entre la primera aparición de la estrella y la aparición de los Magos en la corte de Herodes. Que se diga que el rey ordenó la ejecución de los niños de dos años o menos implica que la estrella de Belén apareció en los dos años anteriores. Algunos eruditos datan el nacimiento de Jesús entre el 6 y el 4 a. C., mientras que otros sugieren que el nacimiento de Jesús fue en el 3-2 a. C..
El Evangelio de Lucas dice que el censo de César Augusto tuvo lugar cuando Quirino era gobernador de Siria. Tipler sugiere que esto tuvo lugar en el año 6 d. C., nueve años después de la muerte de Herodes, y que la familia de Jesús abandonó Belén poco después del nacimiento. Algunos estudiosos explican la aparente disparidad como un error del autor del Evangelio de Lucas, concluyendo que estaba más preocupado por crear una narrativa simbólica que un relato histórico, y que no era consciente de la dificultad cronológica o le era indiferente..
Sin embargo, existe cierto debate entre los traductores de la Biblia sobre la lectura correcta de Lucas 2:2 ("Αὕτη ἀπογραφὴ πρώτη ἐγένετο ἡγεμονεύοντος τῆς Συρίας Κυρηνίου"). En lugar de traducir el registro como que tuvo lugar "cuando" Quirino era gobernador de Siria, algunas versiones lo traducen como "antes" o utilizar "antes" como alternativa, que Harold Hoehner, F.F. Bruce, Ben Witherington y otros han sugerido que puede ser la traducción correcta. Aunque no está de acuerdo, Emil Schürer también reconoció que dicha traducción puede justificarse gramaticalmente. Según Josefo, el censo de impuestos realizado por el senador romano Quirino irritó especialmente a los judíos, y fue una de las causas del movimiento zelote de resistencia armada a Roma. Desde esta perspectiva, Lucas puede haber estado tratando de diferenciar el censo en el momento del nacimiento de Jesús del censo de impuestos mencionado en Hechos. 5:37 que tuvo lugar bajo Quirino en una época posterior. Un escritor antiguo identificó el censo en el nacimiento de Jesús, no con los impuestos, sino con un juramento universal de lealtad al emperador.
Jack Finegan señaló que algunos de los primeros escritores calculan que los años del reinado de Augusto son el equivalente a 3/2 a. C., o 2 a. C. o más tarde para el nacimiento de Jesús, incluyendo a Ireneo (3/2 a. C.), Clemente de Alejandría (3/2 a. C.), Tertuliano (3/2 a. C.), Julio Africano (3/2 a. C.), Hipólito de Roma (3/2 a. C.), Hipólito de Tebas (3/2 a. C.), Orígenes (3/2 a. C.), Eusebio de Cesarea (3/2 a. C.), Epifanio de Salamina (3/2 a. C.), Casiodoro Senador (3 a. C.), Pablo Orosio (2 a. C.), Dionisio el Exiguo (1 a. C.), y Cronógrafo del año 354 (1 d. C.). Finegan sitúa la muerte de Herodes en el año 1 a. C., y dice que si Jesús nació dos años o menos antes de morir Herodes el Grande, el nacimiento de Jesús habría sido en el año 3 o 2 a. C. Finegan también señala que los Alogi calcularon el nacimiento de Jesús con el equivalente a 4 a. C. o 9 d. C.

## Importancia para determinar el nacimiento de Jesucristo
Contemporáneamente, y aún tratándose de un relato bíblico, los astrónomos le han seguido la pista a las referencias de las escrituras, para tratar de encontrar una explicación racional a ese episodio del Nuevo Testamento, e igualmente intentan buscar la fecha exacta del nacimiento de Jesucristo, para tratar de ver cuál fenómeno astronómico podría coincidir cronológicamente con aquel.
El monje Dionisio el Exiguo (astrónomo, abad escita de un monasterio romano, encargado de establecer el nacimiento de Jesús) cometió dos errores importantes al calcular el calendario cristiano en el siglo VI. Para determinar el año del nacimiento de Cristo tomó en cuenta los reinados de los emperadores romanos, pero olvidó que César Augusto había mandado cuatro años con el nombre de Octavio y también omitió el año cero (número desconocido en esa parte del mundo en esa época).
Ese margen de error sitúa el nacimiento de Jesús cinco años antes de lo que normalmente se cree. Otros dos datos aportados por los Evangelios son útiles para buscar la fecha aproximada del acontecimiento venerado por los cristianos. El censo que obligó a José y María a pedir posada en Belén podría ser el que César Augusto ordenó entre los años 8 y 6 a. C. Adicionalmente, según las escrituras, aún vivía el rey Herodes, que murió en el año 4 a. C. Por supuesto, la Natividad tampoco ocurrió en diciembre. Lucas el Evangelista comenta que los pastores vigilaban sus rebaños en las montañas, pero en Belén diciembre es un mes duro en el cual las ovejas habrían estado bajo techo y no pastando fuera. Ese dato sugiere que el nacimiento de Jesús se produjo entre marzo y abril del año 6 a. C.
En el Evangelio de Lucas se dice que el ángel Gabriel se aparece a Zacarías, padre de Juan el Bautista, cuando él ministraba en el templo. Teniendo en cuenta esto, se obtiene el dato de que, como era de la orden de Abías, ministraba el incienso la penúltima semana de mayo, y Juan le llevaba a Jesús seis meses de edad. Entonces, Jesús debe de haber nacido para la fiesta de los Tabernáculos, en el mes de septiembre del año 7 o 6 a. C.
Por otra parte si se toma en cuenta que en el evangelio de Lucas 1:26 dice que "el sexto mes el ángel Gabriel fue enviado..." (aunque habla del sexto mes del embarazo de Isabel, prima de María), y que el sexto mes del calendario judío corresponde al mes de Etul, 'agosto- septiembre' para el calendario gregoriano, podemos ubicar el momento de la concepción de María, por ende el nacimiento de Jesús nueve meses después, en "junio" del calendario gregoriano, además coincide con el solsticio de verano para el hemisferio norte, siendo el día más largo del año el 21 de junio, este fundamento es totalmente creíble ya que está basado en un fundamento bíblico y astronómico. En este mismo tenor, no se omite mencionar, que utilizando una interpretación analógica, a los textos bíblicos, se tiene que: "la conjunción ocurrida el 17 de junio del año 2 a. C. correspondería con mayor exactitud a la fecha real del nacimiento de Jesús, ya que el primer mes del calendario judío se corresponde con marzo, mes en que se verifica el equinoccio de primavera (21 de marzo) regido por el signo astrológico de Aries, que representa el impulso de origen, el comienzo de la vida. En este orden de ideas, el evangelio de Lucas menciona que la anunciación fue el sexto mes, es decir en septiembre, que se encuentra regido bajo el signo de Virgo (la virgen) y que en una gestación de nueve meses tendría como resultado que la virgen alumbrara bajo el signo de Géminis, en junio. Por causa de lo expuesto, se puede concluir que: Jesús nace en el mes de junio, probablemente el mencionado día 17 (numerológicamente 8, como el día de su resurrección y símbolo del bautismo) y que en términos de interpretación analógica nos permitiría afirmar la doble naturaleza del Cristo, Dios y humano, como Castor y Polux en la constelación de Géminis, en términos de la mitología griega, o bien como el Quetzalcoatl de las culturas prehispánicas en México, el cual tenía un hermano gemelo Tezcatlipoca, destacando que ambos personajes tienen relación con el planeta Venus, el amor, el lucero de la mañana".
Sin embargo, el teólogo alemán Josef Heinrich Friedlieb estableció una cronología muy exacta, según la cual el primer turno sacerdotal de Jojarib estaba de servicio durante la destrucción de Jerusalén en el noveno día del mes judío de Av.
Así, el turno sacerdotal de Jojarib estaba de servicio durante la segunda semana de Av.
En consecuencia, el turno sacerdotal de Abias (el turno de Zacarías) fue, sin duda, durante la segunda semana del mes judío de Tishrei, la misma semana del Día de la Expiación en el décimo día de Tishri (entre el 22 de septiembre y el 8 de octubre).
Esto implica que Juan el Bautista habría sido concebido a finales de septiembre, lo que coloca su nacimiento a finales de junio.
Justo después de que María concibió a Jesús, fue a visitar a su prima Isabel, que tenía seis meses de embarazo de Juan el Bautista. 
Esto significa que Juan el Bautista era seis meses mayor que Cristo (Lucas 1:24-27, 36), y si se agregan seis meses al 24 de junio se obtiene 24 al 25 de diciembre como su fecha de nacimiento.

## Interpretaciones religiosas

### Ortodoxia oriental
.

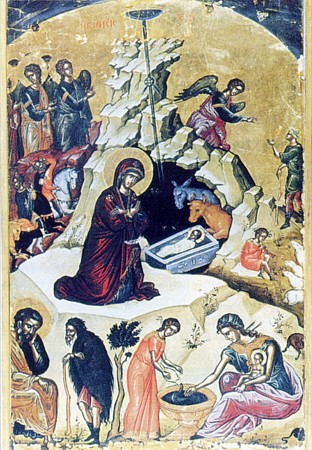
Icono ruso de la Natividad. La Estrella de Belén se representa en la parte superior central como un semicírculo oscuro, con un solo rayo que desciende

En la Iglesia ortodoxa, la Estrella de Belén se interpreta como un acontecimiento milagroso de significado simbólico y pedagógico, independientemente de que coincida o no con un fenómeno natural; una señal enviada por Dios para conducir a los Reyes Magos hasta el Niño Jesús. Esto se ilustra en el Tropario de la Natividad:

- Tu nacimiento, oh Cristo Dios nuestro,
- amaneció la luz del conocimiento sobre la tierra.
- Porque por Tu nacimiento los que adoraban las estrellas
- fueron enseñados por una estrella
- a adorarte a Ti, Sol de Justicia
- y a conocerte a Ti, Oriente de lo Alto.
- Oh Señor, gloria a Ti.(Mateo 2:9). A veces se dibuja la imagen tenue de un ángel dentro de la aureola.

Simón el Athonita fundó el Monasterio de Simonos Petra en el Monte Athos tras ver una estrella que identificó con la Estrella de Belén..

### La Iglesia de Jesucristo de los Santos de los Últimos Días
Los miembros de la LDS creen que la Estrella de Belén fue un acontecimiento astronómico real visible en todo el mundo. En el Libro de Mormón de 1830, que ellos creen que contiene escritos de antiguos profetas, Samuel el Lamanita profetiza que una nueva estrella aparecerá como señal de que Jesús ha nacido, y Nefi escribe más tarde sobre el cumplimiento de esta profecía.

## Representación en el arte

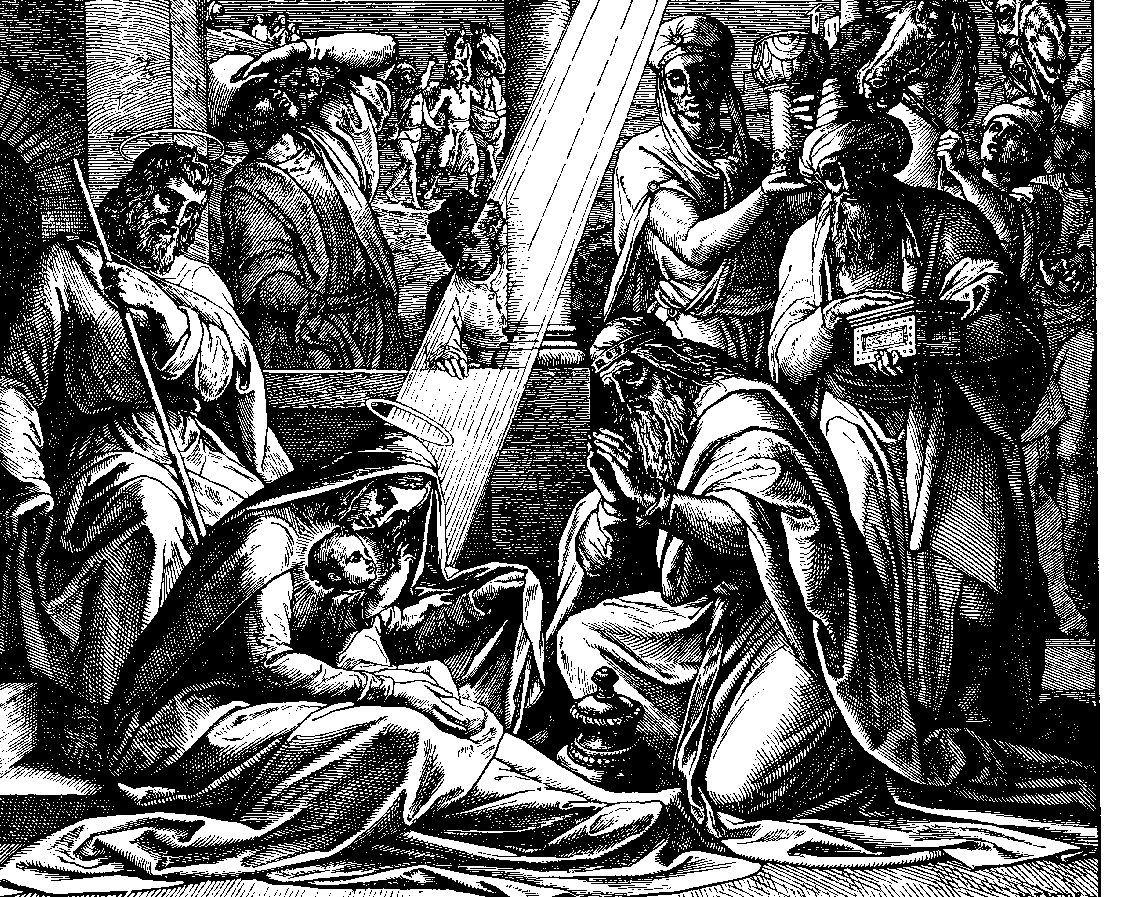
Woodcut by Julius Schnorr von Karolsfeld, 1860

Las pinturas y otras imágenes de la Adoración de los Magos pueden incluir una representación de la estrella de alguna forma. En el fresco de Giotto di Bondone, se representa como un cometa. En el tapiz del tema de la «Adoración de los Reyes Magos» diseñado por Edward Burne-Jones y en acuarela relacionada), la estrella es sostenida por un ángel.
El colorido farolillo con forma de estrella, conocido como paról, es un símbolo muy apreciado y omnipresente de la Navidad para los filipinos, ya que su diseño y su luz recuerdan a la estrella. En su forma básica, el paról tiene cinco puntas y dos "colas" que evocan los rayos de luz que señalan el camino hacia el Niño Jesús, y las velas del interior de los faroles han sido sustituidas por iluminación eléctrica.
En la Basílica de la Natividad de Belén, una estrella plateada con 14 rayos ondulantes marca el lugar que tradicionalmente se considera el del nacimiento de Jesús.

## Representación en la ficción
La estrella también ha tenido representación dentro de la literatura. En el relato La estrella de Arthur C. Clarke, ganador del premio Hugo, el autor británico mezcla los orígenes del astro con elementos de ciencia ficción.